# Dado Pršo
Dado Pršo (Zadar, 5. studenoga 1974.) hrvatski je nogometni trener i bivši nogometaš. Trenutačno je pomoćni trener Bordeauxa.

## Klupska karijera
Karijeru je započeo u Hajduku iz Splita gdje je prošao omladinsku školu zatim je nastavio igrati u NK Pazinki a 1993. godine je otišao u Francusku, gdje je igrao u malom klubu St. Raphael i Rouen. U sezoni 1997./98. otišao je na Korziku u AC Ajaccio gdje je ostao dvije godine. Nakon toga došao je u AS Monaco. U sezoni 2003./04. došao je s AS Monacom do završnice Lige prvaka i postigao ukupno 7 pogodaka. Četiri pogotka je dao na svoj 29. rođendan, u 8:3 pobjedi protiv Deportiva la Coruñe čime je izjednačio rekord Lige prvaka s Marcom van Bastenom i Andrejem Ševčenkom. Za Glasgow Rangerse potpisao je u srpnju 2004. godine i u tome klubu ostao je do kraja igračke karijere koju je 2007. godine morao prekinuti zbog ozljede.

### Igračke karakteristike
Odličan u zraku i snažan na lopti. Isticao se čvrstoćom i kreacijom napada. Prednost mu je bila vrhunska igra glavom te snalažljivost na malom prostoru gdje dolazi do izražaja njegova tehnika. Na početku karijere igrao je u sredini terena i isticao se čvrstoćom, te kreacijom napada svoje momčadi. Unatoč ozljedi koljena, u Monacu se afirmirao kao vrstan napadač (igrao u završnici Lige prvaka 2004. godine).

## Reprezentativna karijera
Prvi nastup za Hrvatsku: kvalifikacijska utakmica za UEFA EURO 2004. godine u Portugalu, Hrvatska – Belgija, Zagreb, 29. ožujka 2003. godine. Pozvan kao šansa protiv Belgije za kvalifikacije za Europsko prvenstvo u Portugalu 2004. godine odmah se nametnuo i postigao svoj prvi pogodak kod pobjede Hrvatske od 4:0. Ukupno za Hrvatsku je upisao 32 nastupa i postigao 9 pogodaka. Za Hrvatsku je igrao na dva velika prvenstva, Europskom 2004. godine u Portugalu i Svjetskom 2006. godine u Njemačkoj.

## Trenerska karijera
Vodio je 2015. godine momčad Croatia Villefranche na 3. SP klubova hrvatskih iseljenika i nacionalnih manjina.

## Priznanja i nagrade

### Individualna
- Hrvatski igrač godine (3): 2003., 2004., 2005.
- 2005.: Dobitnik je Državne nagrade za šport "Franjo Bučar".
- 2005.: Igrač mjeseca u SPL (2): veljača 2005., svibanj 2005.[6]
- 2005.: Trofej fair-play – Sportske novosti, zbog žrtvovanja zdravlja za rezultat reprezentacije.[7]
- 2007.: Nagrada John Greig[8] (dodjeljuje se igračima koji su dali poseban doprinos Glasgow Rangersima)[9]
- 2013.: Javno priznanje Općine Jasenice: Godišnja nagrada Don Mate Nekić.[10]

### Klupska
Monaco
- Ligue 1 (1): 1999./00.
- Trophée des Champions (1): 2000.
- Coupe de la Ligue (1): 2002./03.

Rangers
- Škotski Premiership (1): 2004./05.
- Škotski Liga kup (1): 2004./05.

## Zanimljivosti
- U Hajduku ga nisu svrstali među perspektivne, pa je kao anoniman igrač otišao u Francusku.[5]
- U mladosti mu je dijagnosticiran šum na srcu, ali je ipak napravio veliku karijeru.[2]
- Tijekom boravka u Francuskoj na godinu dana se ostavio nogometa te radio kao automehaničar.[2] Dadu je nogometu vratila supruga Carole, koju je upoznao u Rouenu, u Normandiji. Preselili su se na Azurnu obalu, u St. Raphael gdje je Dado jednom slučajno došao na trening lokalnog četveroligaša i na nagovor supruge potpisao amaterski ugovor, a onda je na prijateljskoj utakmici s Monacom oduševio najprije pomoćnog trenera, uskoro i glavnog, Jeana Tiganu, i postao profesionalac.
- Igrajući na posudbi za AC Ajaccio (FRA) zabio je 21 pogodak u 53 utakmice (dvije sezone).
- Dado Pršo bio je strijelac odlučujućeg pogotka za Hrvatsku za odlazak na EP 2004. godine u Portugalu, protiv Slovenije u Ljubljani.[5]
- S AS Monacom igrao je završnicu Lige prvaka u sezoni 2003./04.
- U Monacovoj pobjedi od 8:3 protiv Deportiva iz La Coruñe, postigao je 4 pogotka i izjednačio je rekord od 4 pogotka na jednoj utakmici Lige prvaka.
- Glasgow Rangers se oprostio od Prše izdajući i DVD pod nazivom "A Fond Farewell" a veliki dio prihoda od prodaje išao je u dobrotvorne svrhe.[11]
- Dado Pršo rođen je pod imenom Miladin.[12] Ime je službeno promijenio u Dado,[13] nadimak, kojim su ga i ranije zvali.[14]
- Dado Pršo je za Sportske novosti izjavio: "Ja sam Hrvat, presretan sam što sam dobio majicu s hrvatskim grbom i što sam mogao Hrvatskoj nešto malo pridonijeti. Ja sam Hrvat, sve ostalo su gluposti."[15]

## Vanjske poveznice
- Dado Pršo, Hrvatski nogometni savez